# Ben Poquette
Benedict Jay « Ben » Poquette, né le 7 mai 1955, à Ann Arbor, au Michigan, est un ancien joueur américain de basket-ball. Il évoluait aux postes d'ailier fort et de pivot.

## Pour approfondir
- Liste des joueurs de NBA avec 10 contres et plus sur un match.